# Dodge Monaco (1989)
Dodge Monaco – samochód osobowy klasy wyższej produkowany pod amerykańską marką Dodge w latach 1989 – 1992.

## Historia i opis modelu

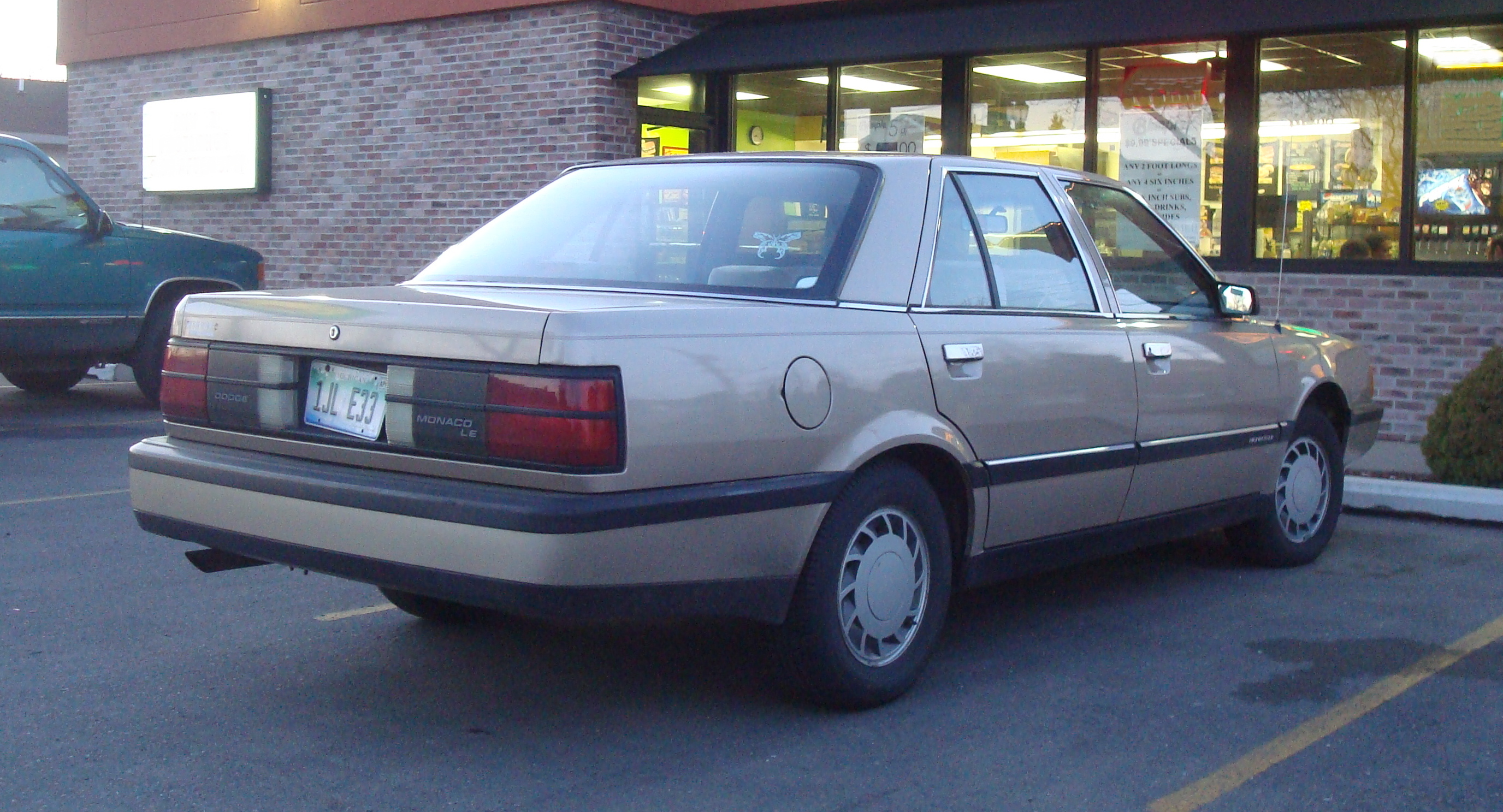
Dodge Monaco - tył

Pod koniec lat 80. XX wieku Dodge zdecydował się zakończyć produkcję podobnej wielkości równolegle oferowanych sedanów klasy wyższej St. Regis i Diplomat, zastępując je zupełnie nowym modelem, dla którego przywrócono stosowaną już w przeszłości nazwę Monaco. Samochód opracowano na platformie opracowanej wspólnie między Chryslerem i Renault o nazwie B-body, na której oparto także bliźniaczy model Eagle Premier i pokrewne Renault 25.

### Sprzedaż i następca
Dodge Monaco był produkowany jedynie przez 3 lata. Z powodu niewielkiego popytu sięgającego mniej niż kilkanaście tysięcy sztuk rocznie, Dodge podjął decyzję o przyśpieszonych pracach nad samodzielnie opracowanym następcą. W efekcie, 1992 roku zaprezentowano model Intrepid.

### Silnik
- V6 3.0l PRV

### Dane techniczne
- V6 3,0 l (2975 cm³), 2 zawory na cylinder, SOHC
- Układ zasilania: wtrysk
- Średnica cylindra × skok tłoka: 93,00 mm × 73,00 mm
- Stopień sprężania: 9,3:1
- Moc maksymalna: 152 KM (112 kW) przy 5000 obr./min
- Maksymalny moment obrotowy: 232 N•m przy 3600 obr./min
- Przyspieszenie 0-100 km/h: b/d
- Prędkość maksymalna: 201 km/h